# Balleruplinien elektrificeres
Balleruplinien elektrificeres er en dansk dokumentarfilm fra 1949 med ukendt instruktør. Filmen handler om hvordan Frederikssundsbanen blev ombygget til S-bane mellem Vanløse Station og Ballerup Station. S-banen var kommet til Vanløse i 1941, men på grund af Besættelsen kunne man først fortsætte til Ballerup i 1949.
Balleruplinien elektrificeres og den nyere dokumentarfilm S-toget... vort tog er udgivet sammen på dvd'en S-tog på film af Danmarks Jernbanemuseum.

## Handling
Filmen fortæller om arbejdet med etableringen af S-banen fra Vanløse til Ballerup i 1949. Vi får indblik i hele processen fra udgravning og bygning af broerne over Ålekistevej, Jyllingevej og Slotsherrensvej over skinnelægning og køreledningsmontage til testkørsel. Skinnerne er 30 meter lange og vejer 1350 kg, svellerne er lavet af olieimprægneret dansk bøg og vejer 95 kg. En transformator på 10 tons indsættes på transformatorstationen i Skovlunde. Mellem Herlev og Ballerup var der enkeltspor.